# Анастасиу, Константинос (футболист)
Константинос Анастасиу (греч. Κωνσταντίνος Αναστασίου; 5 июля 1999) — кипрский футболист, полузащитник клуба АЕК Ларнака.

## Биография

### Клубная карьера
В 2017 году перешёл в АЕК Ларнака из клуба АПОЭЛ. Дебютировал в новом клубе 13 мая 2018 года в матче последнего тура чемпионата Кипра 2017/18 против АЕЛ Лимасол, в котором вышел на замену на 67-й минуте вместо Димитриса Распаса.

### Карьера в сборной
В 2017 году принял участие в трёх матчах юношеской сборной Кипра до 19 лет.

## Достижения
АЕК Ларнака
- Обладатель Суперкубка Кипра: 2018